# اندروید ۱۵
اندروید ۱۵ (انگلیسی: Android 15) که پانزدهمین نسخه اصلی و بیست‌ودومین ورژن سیستم‌عامل موبایل اندروید است، توسط Open Handset Alliance توسعه یافته و گوگل آن را هدایت می‌کند. اولین پیش‌نمایش توسعه‌دهندگان این نسخه در تاریخ ۱۶ فوریه ۲۰۲۴ منتشر شد، و اولین نسخه بتا نیز در تاریخ ۱۱ آوریل ۲۰۲۴ عرضه گردید. کد منبع نهایی اندروید ۱۵ در تاریخ ۳ سپتامبر ۲۰۲۴ منتشر شد و این نسخه به‌طور رسمی برای دستگاه‌های گوگل پیکسل در تاریخ ۱۵ اکتبر ۲۰۲۴ عرضه شد.
اندروید ۱۵ که به‌طور داخلی با نام «وانیلا آیس کریم» شناخته می‌شود، در چندین مرحله توسعه و آزمایش بهبود یافت. اولین پیش‌نمایش توسعه‌دهندگان (DP1) در تاریخ ۱۶ فوریه ۲۰۲۴ منتشر شد و پیش‌نمایش دوم (DP2) در ۲۱ مارس همان سال ارائه گردید. نسخه‌های بتا نیز ویژگی‌های متنوعی را معرفی کردند، از جمله نمایش پیش‌فرض برنامه‌ها به صورت تمام‌صفحه، بایگانی برنامه‌ها، فضای خصوصی، پیش‌نمایش ویجت‌ها، و قابلیت تصویر در تصویر بهبودیافته. نسخه نهایی بتا که در تاریخ ۱۸ ژوئیه ۲۰۲۴ عرضه شد، ویژگی‌هایی مانند انیمیشن‌های پیش‌بینی‌کننده برای بازگشت به عقب و اشتراک‌گذاری صفحه‌نمایش برنامه‌های خاص را به همراه داشت. این به‌روزرسانی‌ها نشان‌دهنده تعهد اندروید به بهبود تجربه کاربری و امنیت هستند.
یکی از برجسته‌ترین قابلیت‌های اندروید ۱۵، معرفی نسخه جدیدی از سیستم انتخاب مجوزها (Permissions) بود که کنترل بیشتری بر حریم خصوصی کاربران فراهم کرد. این نسخه با اضافه کردن مجوزهای موقتی، به کاربران امکان داد تا دسترسی برنامه‌ها به داده‌های حساس را محدود به زمان استفاده کنند. علاوه بر این، اندروید ۱۵ با بهبود ابزارهای ردیابی مصرف باتری و مدیریت برنامه‌ها، به افزایش عمر باتری دستگاه‌ها کمک شایانی کرد.
در بخش طراحی و رابط کاربری، اندروید ۱۵ با به‌روزرسانی Material You، انعطاف بیشتری در شخصی‌سازی ارائه داد. این نسخه قابلیت‌هایی مانند تغییر پویا در تم‌ها بر اساس تصویر زمینه و استفاده از رنگ‌های بیشتر برای تنظیمات ظاهری سیستم را در اختیار کاربران قرار داد. همچنین، ویجت‌های جدید و تعامل‌پذیرتری معرفی شدند که تجربه کاربری را غنی‌تر کردند.
اندروید ۱۵ با تمرکز بر امنیت، ویژگی‌های پیشرفته‌تری برای حفاظت از اطلاعات کاربران ارائه داد. یکی از این ویژگی‌ها، سیستم امنیتی جدیدی به نام Android Safe Mode بود که به کاربران اجازه می‌داد دستگاه‌های خود را به حالت امن بازگردانند تا در صورت بروز مشکلات نرم‌افزاری یا حملات مخرب، سیستم را بدون از دست دادن داده‌ها بازیابی کنند. همچنین، گوگل با تقویت سیستم Play Protect، امنیت برنامه‌های نصب‌شده از فروشگاه گوگل پلی را افزایش داد.
از لحاظ توسعه‌دهندگان، اندروید ۱۵ ابزارهای جدیدی برای بهبود تجربه برنامه‌نویسی و بهینه‌سازی عملکرد برنامه‌ها ارائه داد. یکی از این ابزارها، بهبود در پشتیبانی از چندوظیفگی و صفحه‌نمایش‌های تاشو بود که امکان ایجاد برنامه‌های تطبیق‌پذیرتر با دستگاه‌های جدید را فراهم کرد. همچنین، گوگل با بهبود APIهای مربوط به گرافیک و بازی‌سازی، عملکرد بازی‌ها را در این نسخه به سطح بالاتری ارتقا داد. این تغییرات باعث شد تا اندروید ۱۵ به یکی از محبوب‌ترین نسخه‌های سیستم‌عامل اندروید تبدیل شود.